# バーミングハム・バロンズ
バーミングハム・バロンズ（Birmingham Barons）は、アメリカ合衆国アラバマ州バーミングハムに本拠地をおくマイナーリーグの野球チームである。サザンリーグに所属し、メジャーリーグのシカゴ・ホワイトソックス傘下AA級チームである。リージョンズ・フィールドを本拠地球場としている。
NBAのスーパースターであるマイケル・ジョーダンが1993年に父親が殺害された後、最初にNBAから引退した際、所属したチームである。彼は1995年にMLBのストライキが起きた際にオープン戦に出場するようチーム首脳から要請を受けたがこれを断り退団。NBAに復帰した。
2005年9月、親会社のエルモア・スポーツ・グループがドン・ローガン氏に売却した。

## 選手名鑑

### 現役選手
| 投手 - 20 スペンサー・アローヨ (Spencer Arroyo) - 31 クリス・バシット (Chris Bassitt) - 50 クリス・ベック (Chris Beck) - 52 カイル・ベラミー (Kyle Bellamy) - -- ショーン・ビアーマン (Sean Bierman) - 27 デビッド・カレ (David Cales) - 9 ジャレット・ケイシー (Jarrett Casey) - -- ジェイク・フロイス (Jake Floethe) - 11 マイルス・ジェイ (Myles Jaye) - 41 ライアン・クスマウル (Ryan Kussmaul) - 33 ヘンリー・メイビー (Henry Mabee) - 44 ダン・レメノウスキー (Dan Remenowsky) - -- ディオゲネス・ロサリオ (Diogenes Rosario) - -- サルバドル・サンチェス (Salvador Sanchez) - 47 スコット・スノッドグレス (Scott Snodgress) - 4 ケビン・バンス (Kevin Vance) - 17 コディ・ウィニアルスキー (Cody Winiarski) | 投手 - 20 スペンサー・アローヨ (Spencer Arroyo) - 31 クリス・バシット (Chris Bassitt) - 50 クリス・ベック (Chris Beck) - 52 カイル・ベラミー (Kyle Bellamy) - -- ショーン・ビアーマン (Sean Bierman) - 27 デビッド・カレ (David Cales) - 9 ジャレット・ケイシー (Jarrett Casey) - -- ジェイク・フロイス (Jake Floethe) - 11 マイルス・ジェイ (Myles Jaye) - 41 ライアン・クスマウル (Ryan Kussmaul) - 33 ヘンリー・メイビー (Henry Mabee) - 44 ダン・レメノウスキー (Dan Remenowsky) - -- ディオゲネス・ロサリオ (Diogenes Rosario) - -- サルバドル・サンチェス (Salvador Sanchez) - 47 スコット・スノッドグレス (Scott Snodgress) - 4 ケビン・バンス (Kevin Vance) - 17 コディ・ウィニアルスキー (Cody Winiarski) | 捕手 - 25 マイク・ブランケ (Mike Blanke) - 35 クリス・マクマリー (Chris McMurray) 内野手 - 22 ダン・ブラック (Dan Black) - 12 デビッド・ハーベック (David Herbek) - 2 ミカ・ジョンソン (Micah Johnson) - -- ベン・クライン (Ben Kline) - -- クリスティアン・マレーロ (Christian Marrero) - 3 コディ・パケット (Cody Puckett) - 23 タイラー・サラディノ (Tyler Saladino) - 7 ルイス・シエラ (Luis Sierra) - 5 ダニエル・ワグナー (Daniel Wagner) 外野手 - 8 マイケル・アーリー (Michael Earley) - 21 キーニン・ウォーカー (Keenyn Walker) | 捕手 - 25 マイク・ブランケ (Mike Blanke) - 35 クリス・マクマリー (Chris McMurray) 内野手 - 22 ダン・ブラック (Dan Black) - 12 デビッド・ハーベック (David Herbek) - 2 ミカ・ジョンソン (Micah Johnson) - -- ベン・クライン (Ben Kline) - -- クリスティアン・マレーロ (Christian Marrero) - 3 コディ・パケット (Cody Puckett) - 23 タイラー・サラディノ (Tyler Saladino) - 7 ルイス・シエラ (Luis Sierra) - 5 ダニエル・ワグナー (Daniel Wagner) 外野手 - 8 マイケル・アーリー (Michael Earley) - 21 キーニン・ウォーカー (Keenyn Walker) |
| * 40人ロースター 2014年9月25日更新 [公式サイト(英語)より：ロースター 選手の移籍・故障情報] | | | |

### 過去の主な所属選手
- 養父鐵
- マイケル・ジョーダン